# Moulins, Allier
Koordinati: 46° 33' 55" severne širine, 3° 20' 00" vzhodne dolžine
Moulins (tudi Moulins-sur-Allier) je mesto in občina v osrednji francoski regiji Auvergne, prefektura departmaja Allier in nekdanje glavno mesto pokrajine Bourbonnais. Leta 2010 je mesto imelo 19.590 prebivalcev.

## Geografija
Kraj leži v samem središču Francije, vzdolž desnega brega reke Allier.

## Administracija
Moulins je sedež dveh kantonov:* Kanton Moulins-Jug (del občine Moulins, občini Bressolles, Toulon-sur-Allier: 13.623 prebivalcev),
- Kanton Moulins-Zahod (del občine Moulins, občine Aubigny, Avermes, Bagneux, Coulandon, Montilly, Neuvy: 15.152 prebivalcev).

Mesto je prav tako sedež okrožja, v katerega so poleg njegovih dveh vključeni še kantoni Bourbon-l'Archambault, Chantelle, Chevagnes, Dompierre-sur-Besbre, Lurcy-Lévis, Montet, Neuilly-le-Réal, Saint-Pourçain-sur-Sioule, Souvigny in Yzeure s 106.177 prebivalci.

## Zgodovina
Pred francosko revolucijo je bil Moulins glavno mesto zgodovinske province Bourbonnais, sedež burbonskih vojvod. Obstoj kraja je dokumentiran že od leta 990. Svojo uveljavitev je potrdil leta 1327, ko je francoski kralj Karl IV. povzdignil dotedanjega grofa Ludvika I. Clermontskega v bourbonskega vojvoda. Po tem dogodku je Moulins postal glavno mesto province, do tedaj v Bourbon-l'Archambaultu.

## Zanimivosti
- Gotska bazilika - katedrala Marijinega oznanjenja iz 15. stoletja, s triptihom Maítre de Moulins,
- cerkev sv. Klare, kapela nekdanjega samostana klaris,
- cerkev Srca Jezusovega, iz druge polovice 19. stoletja,
- Licej Théodore-de-Banville, prvi licej v Franciji, ustanovljen v začetku 19. stoletja, imenovan po francoskem pesniku in dramaturgu, rojenem v Moulinsu,
- Muzej Anne de Beaujeu, imenovan po francoski regentki v času mladoletnosti njenega brata Karla VIII.,
- stolp z uro - Jacquemart,
- stolp La Mal-Coiffée, ostanek nekdanjega srednjeveškega gradu Bourbonov,
- most Régemortes iz druge polovice 18. stoletja.

## Pobratena mesta
- Bad Vilbel (Hessen, Nemčija),
- Kafountine (Senegal),
- Montepulciano (Toskana, Italija).